# Photinia glabra
Photinia glabra es una especie de árbol perteneciente a la familia de las rosáceas. Es originaria de China.

## Descripción
Es un árbol de hoja perenne, que alcanza un tamaño  de 3-5 m de altura, rara vez a 7 m de altura. Las ramillas de color marrón a marrón grisáceo cuando es joven, negro grisáceo, cuando viejas, glabras, con lenticelas marrones dispersas orbiculares negras; brotes estrechamente ovados, de 3-5 mm, las escalas de color marrón oscuro, glabras. Pecíolo de 1-1,5 cm; La lámina inicialmente rojizas, elípticas, oblongas u oblongo-obovadas, de 5-9 × 2-4 cm, densamente coriáceas, con 10-18 pares de venas, ambas superficies glabras, la base cuneada, el ápice acuminado. Las inflorescencias en corimbos compuestos terminales, de 6-11 cm x 7-12, con numerosas flores, raquis y pedicelos glabros. Pedicelo de 5-8 mm. Flores de 7-8 mm de diám. Hipanto cupula. Sépalos triangulares, 1-1.5 mm, ápice agudo. Pétalos blancos, obovados, de 2-3 mm. Estambres 20, casi tan largos o ligeramente más cortos que los pétalos.  Fruta roja, obovadas u ovoide, de 5 mm, glabros. Fl. abril-mayo, fr. septiembre-octubre.

## Distribución y hábitat
Se encuentra en las pendientes, en los bosques mixtos, a una altitud de 500 - 800 metros en Anhui, Fujian, Guangdong, Guangxi, Guizhou, Hubei, Hunan, Jiangsu, Jiangxi, Sichuan, Yunnan, Zhejiang en China y en Japón, Birmania y Tailandia.

## Taxonomía
Photinia glabra fue descrita por (Carl Peter Thunberg) Maxim. y publicado en Bulletin de l'Academie Imperiale des Sciences de St-Petersbourg 19(2): 178, en el año 1873.
Sinonimia
- Crataegus glabra Thunb.[4]